# Hamaika Telebista
Hamaika Telebista es una cadena española de televisión privada en lengua vasca, disponible en abierto (señal terrestre) y cable, que emite en el País Vasco y Navarra.  Es la primera cadena de ámbito privado en emitir en euskera la totalidad de su programación.
Fue presentada el 19 de septiembre de 2006, después de un acuerdo entre el grupo EKHE (que publica los diarios Gara y Le Journal du Pays Basque), CMN (que publican los diarios del Grupo Noticias y Deia), EKT (Berria), la editorial Elkar, la productora Bainet Media (propiedad de Karlos Arguiñano), y el operador de cable Euskaltel.
Esta televisión emite por TDT en todo el territorio del País Vasco gracias a licencias directamente concedidas a esta empresa y las concedidas a las televisiones agrupadas dentro de la asociación Tokiko Telebista, en las demarcaciones de Tolosa, Mondragón, Zarauz, Beasáin y Durango. Sin embargo, aunque recoge los dialectos de todos los hablantes nativos de euskera (repartidos entre España y Francia), no dispone de licencia para emitir dentro del Estado francés, por lo que su emisión abarca únicamente el territorio de Hegoalde (País Vasco y Navarra), aunque puede sintonizarse en el País Vasco francés a través de su emisión simultánea en streaming en su página web.